# Fernando (futbolista español)
Fernando Moreno López (Madrid, España, 8 de mayo de 1973) es un exfutbolista español que se desempeñaba como centrocampista.

## Clubes
| Club              | País   | Año       |
| ----------------- | ------ | --------- |
| Rayo Vallecano    | España | 1993-1997 |
| Real Jaén C. F.   | España | 1997-1998 |
| C. D. Castellón   | España | 1998-1999 |
| Getafe C. F.      | España | 1999-2001 |
| A. D. Alcorcón    | España | 2001-2003 |
| C. F. Fuenlabrada | España | 2003-2004 |